# أنطونيو خوسيه رافاييل
أنطونيو خوسيه رافاييل (بالبرتغالية: António José Rafael‏) هو كاهن كاثوليكي برتغالي، ولد في 11 نوفمبر 1925 في Paradinha ‏ في البرتغال، وتوفي في 29 يوليو 2018.